# بشرى الثملي
بشرى الثملي كان قائدًا عسكريًّا عباسيًّا وحاكمًا (والي أو أمير) لطرسوس والأراضي الحدودية مع الإمبراطورية البيزنطية، في قيليقية (الثغور الشامية).

## الحياة
كانت بشرى خادمًا (غُلامًا) لثمل الدلفي، حاكم طرسوس والأراضي الحدودية مع الإمبراطورية البيزنطية في قيليقية الأسبق.
في عام 925، شَغِل منصب نائب ثمل، وفي أثناء غياب الأخير في حملة ضد القرامطة في العراق. أشرف مع الخادم مفلح المحكمة على تبادل الأسرى مع البيزنطيين، عند نهر لاموس، في أيلول - تشرين الأول 925.
بحلول عام 938، شغل منصب الوالي نفسه، وأشرف مرة أخرى على تبادل الأسرى مع البيزنطيين، جنبًا إلى جنب مع ابن ورقة الشيباني. حيث تم تحرير 6300 مسلم مقابل عدد مماثل من البيزنطيين، إلا أن البيزنطيين كانوا لا يزالون يحتجزون 800 سجين مسلم متبقي، فتم فديتهم بالمال على مدى الأشهر الستة التالية، عند نهر بوداندوس.